# ヨレル・ハト
ヨレル・ハト（Jorrel Hato, 2006年3月7日 - ）は、オランダ・ロッテルダム出身のプロサッカー選手。プレミアリーグ・チェルシー所属。オランダ代表。ポジションはディフェンダー。

## 経歴

### クラブ
地元ロッテルダムのアマチュアクラブであるIJVVデ・ズウェルフェルスでサッカーを初め、ハトが9歳の時にスカウトされてスパルタ・ロッテルダムの下部組織に入団した。
2018-19シーズン開幕前にアヤックス・アムステルダムの下部組織であるアヤックス・アカデミーへ移籍し、移籍から2年半後の2022年1月に自身初のプロ契約を結んだ。同年11月4日、エールステ・ディヴィジのドルトレヒト戦で、ヨング・アヤックスの選手としてプロデビューを果たすと、2023年1月11日、KNVBカップのデン・ボス戦でついにトップチームデビューを経験することとなった。なお、16歳10か月でのトップチームデビューは、クラブ史上4番目に若い記録である。
2025年8月3日、イングランドのチェルシーに7年契約で移籍。移籍金は3,550万ポンド（+アドオン）と報じられている。

### 代表
2021年からオランダの世代別代表に招集されている。
2023年11月10日、オランダ代表に初招集された。

## 個人成績

### クラブ
| 国内大会個人成績 | 国内大会個人成績 | 国内大会個人成績 | 国内大会個人成績 | 国内大会個人成績 | 国内大会個人成績 | 国内大会個人成績 | 国内大会個人成績 | 国内大会個人成績 | 国内大会個人成績 | 国内大会個人成績 | 国内大会個人成績 |
| 年度             | クラブ           | 背番号           | リーグ           | リーグ戦         | リーグ戦         | リーグ杯         | リーグ杯         | オープン杯       | オープン杯       | 期間通算         | 期間通算         |
| 年度             | クラブ           | 背番号           | リーグ           | 出場             | 得点             | 出場             | 得点             | 出場             | 得点             | 出場             | 得点             |
| オランダ         | オランダ         | オランダ         | オランダ         | リーグ戦         | リーグ戦         | リーグ杯         | リーグ杯         | KNVBカップ       | KNVBカップ       | 期間通算         | 期間通算         |
| ---------------- | ---------------- | ---------------- | ---------------- | ---------------- | ---------------- | ---------------- | ---------------- | ---------------- | ---------------- | ---------------- | ---------------- |
| 2022-23          | アヤックス       | 57               | エールディヴィジ | 11               | 0                | -                | -                | 4                | 0                | 15               | 0                |
| 2023-24          | アヤックス       | 4                | エールディヴィジ | 33               | 1                | -                | -                | 1                | 0                | 34               | 1                |
| 2024-25          | アヤックス       | 4                | エールディヴィジ | 31               | 2                | -                | -                | 2                | 0                | 33               | 2                |
| イングランド     | イングランド     | イングランド     | イングランド     | リーグ戦         | リーグ戦         | FLカップ         | FLカップ         | FAカップ         | FAカップ         | 期間通算         | 期間通算         |
| 2025-26          | チェルシー       |                  | プレミアリーグ   |                  |                  |                  |                  |                  |                  |                  |                  |
| 通算             | オランダ         | オランダ         | エールディヴィジ | 75               | 3                | -                | -                | 7                | 0                | 82               | 3                |
| 通算             | イングランド     | イングランド     | プレミアリーグ   |                  |                  |                  |                  |                  |                  |                  |                  |
| 総通算           | 総通算           | 総通算           | 総通算           | 75               | 3                | 0                | 0                | 7                | 0                | 82               | 3                |

### 代表
| オランダ代表 | 国際Aマッチ | 国際Aマッチ |
| 年           | 出場        | 得点        |
| ------------ | ----------- | ----------- |
| 2023         | 1           | 0           |
| 2024         | 4           | 0           |
| 2025         | 1           | 0           |
| 通算         | 6           | 0           |